# Haven Höövt Vegesack

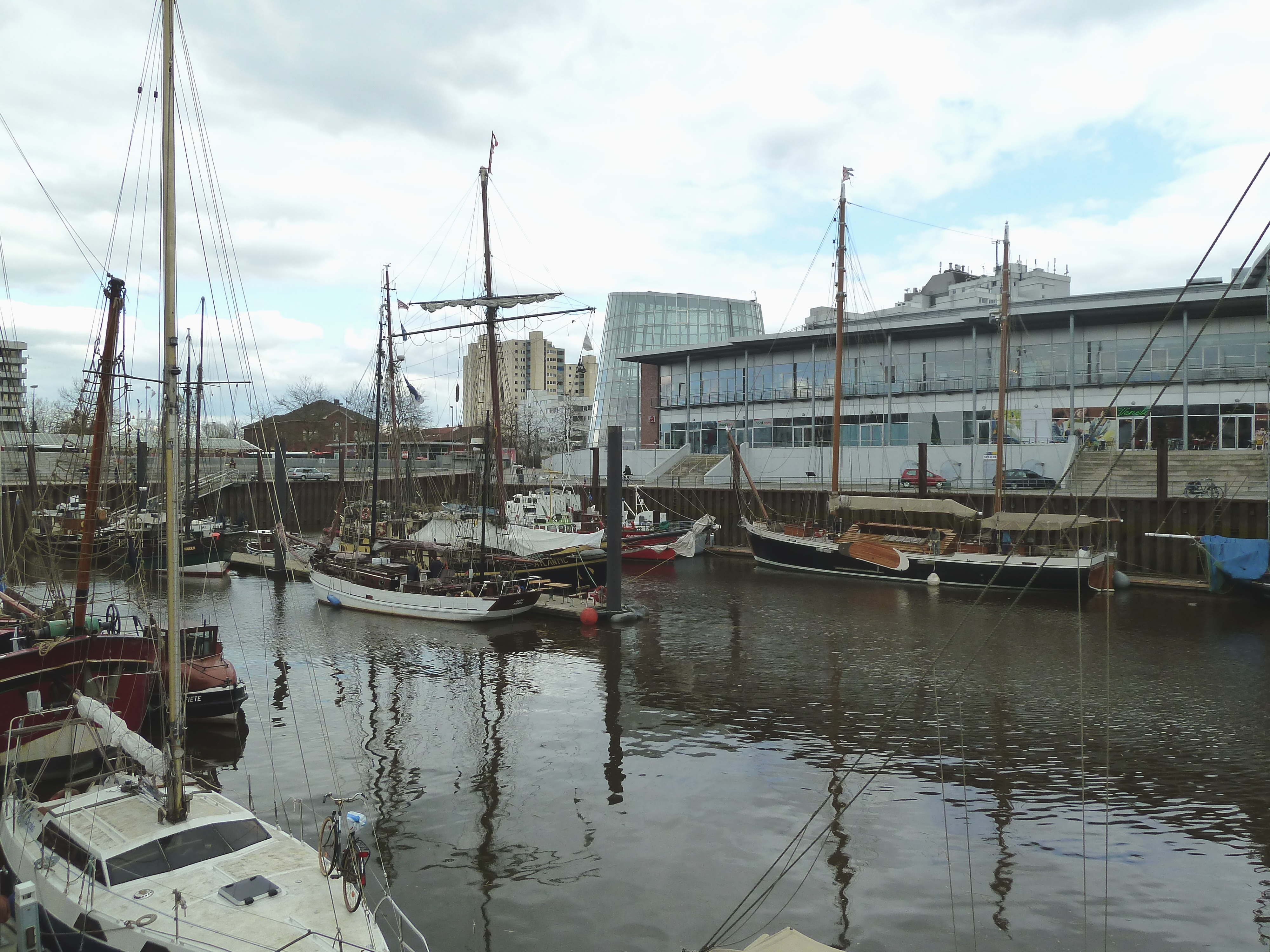
Gläserner Turm (2020 abgerissen) als Haupteingang zum Haven Höövt; Im Vordergrund der Vegesacker Hafen

Das Haven Höövt Vegesack war ein Stadtquartier mit einem Einkaufszentrum auf dem ehemaligen Gelände der Lürssen Werft in Bremen-Vegesack, gelegen zwischen dem Vegesacker Hafen und dem Bahnhof Vegesack sowie der Hochhauswohnanlage Grohner Düne.

## Geschichte

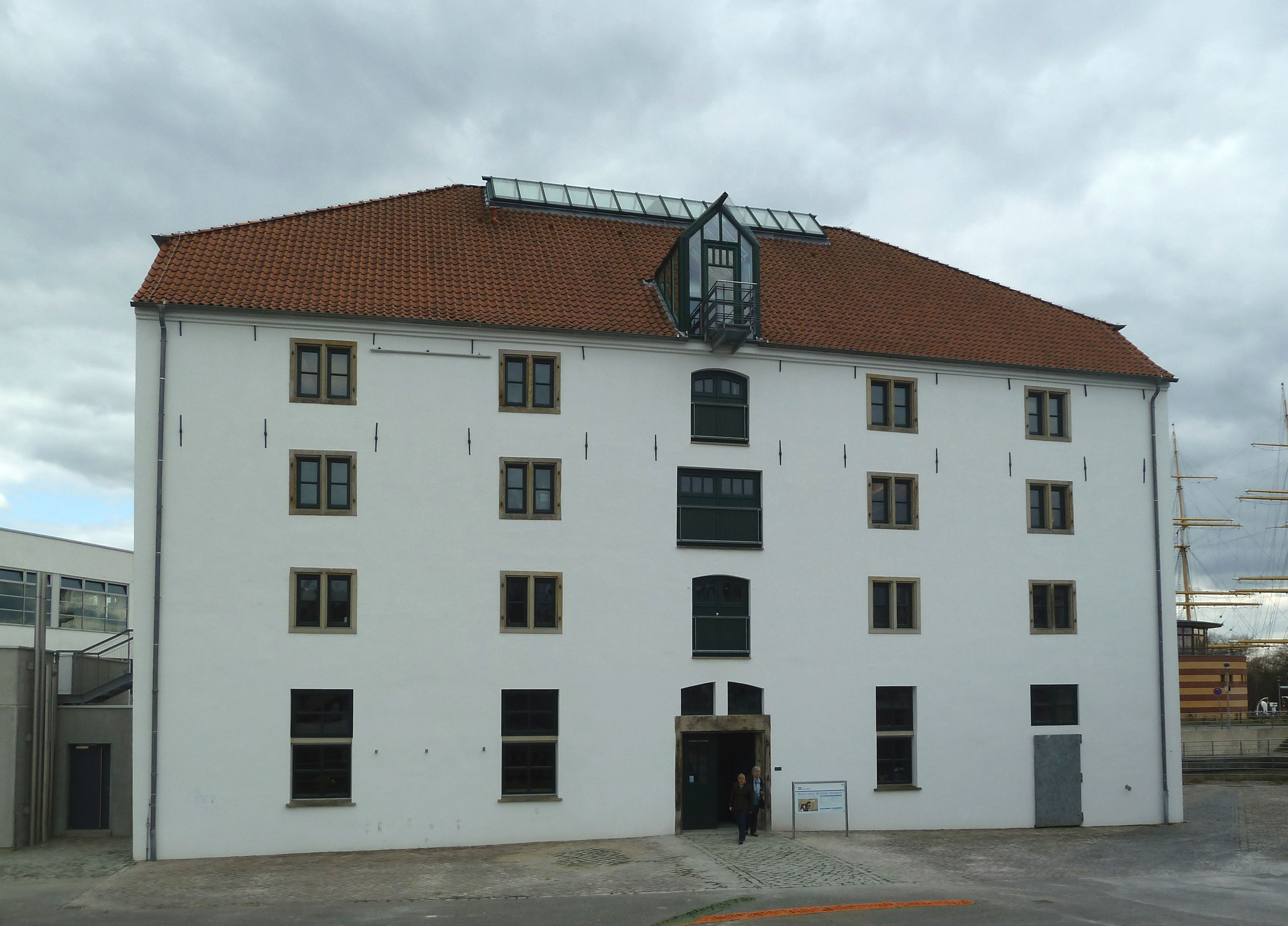
Alter Speicher

### Vegesacker Hafen
Von 1618 bis 1623 wurde der Vegesacker Hafen nach einer Entscheidung des Bremer Rates mit finanzieller Unterstützung des Hauses Seefahrt als erster künstlicher Flusshafen Deutschlands gebaut. Von 1645 bis 1648 entstand das Havenhaus, Amtssitz des Vegesacker Hafenmeisters. 1741, im Zweiten Stader Vergleich, kam Vegesack zum Kurfürstentum Hannover; Hafen und Havenhaus blieben aber dauerhaft bremisch. Wegen zunehmender Weserversandung konnten die meisten Handelsschiffe auch Vegesack nicht mehr anlaufen. Der Hafen war bald nur noch Winterlager und Instandsetzungsort für die Schiffe. 1803 kam Vegesack wieder zu Bremen. Seit 1835 führte eine Brücke über die Hafeneinfahrt zum Hafenhöft. Eisgang führte 1871 zum Einbruch der Uferbefestigung des Höfts. Die Hafenkante musste verbaut und die Lesum begradigt werden.

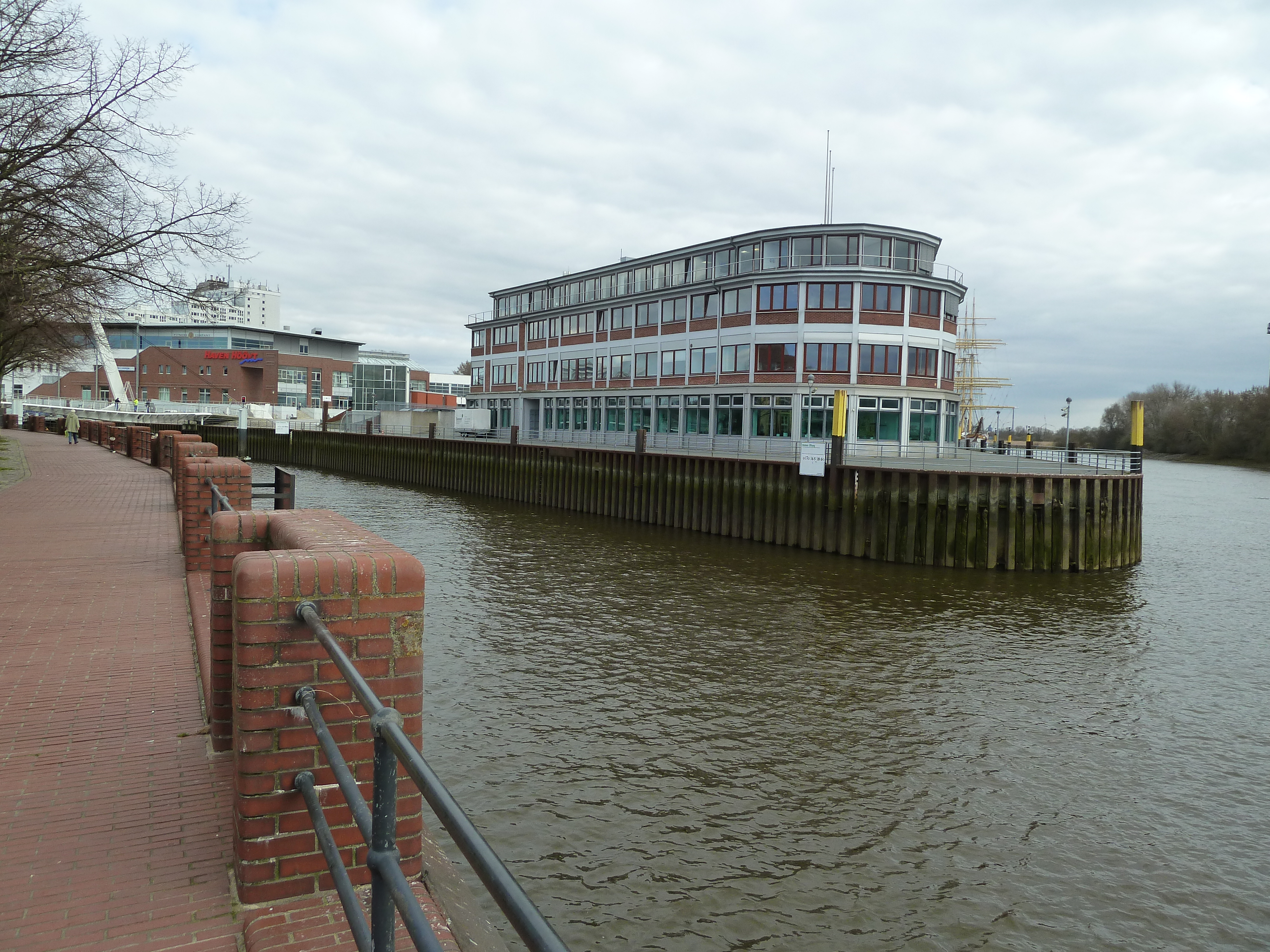
Hafeneinfahrt mit Verwaltungsgebäude der Lürssen-Werft

### Werften auf dem Hafenhöft
Die erste Werft wurde wohl bereits um 1639 gegründet von Cord Cöper.
Seit 1771 fand der Bau der ersten Seeschiffe auf dem Hafenhöft statt.

Schiffbauer Johann Lange gründete 1805 seine Werft, die er 1814 auf dieses Areal verlagerte. Segel- und Fischereischiffe entstanden und 1817 Deutschlands erstes Dampfschiff, Die Weser. Auf dem Höft befand sich die in den 1990er Jahren abgerissene ehemalige Wohnhaus des Schiffbauers Lange junior.
1904 wurde am Vegesacker Hafen von Friedrich Lürßen ein Ausrüstungs- und Reparaturbetrieb eingerichtet. 1924 verlegte die Lürssenwerft den Betrieb komplett von Aumund nach Vegesack. Von 1972 bis 1980 wurde die Werft mit Ausnahme des auf dem Höft verbliebenen Verwaltungsgebäudes vollständig nach Lemwerder verlagert.
Der denkmalgeschützte Lange-Speicher von etwa 1810 blieb erhalten. Er stand seit 1987 leer und wurde von 1995 bis 1999 für eine museale Nutzung als Spicarium unter Hinzufügung einer Stahl-Glas-Treppen-Konstruktion an seiner Ostseite saniert. Heute befindet sich hier das Geschichtenhaus.

### Neubebauung

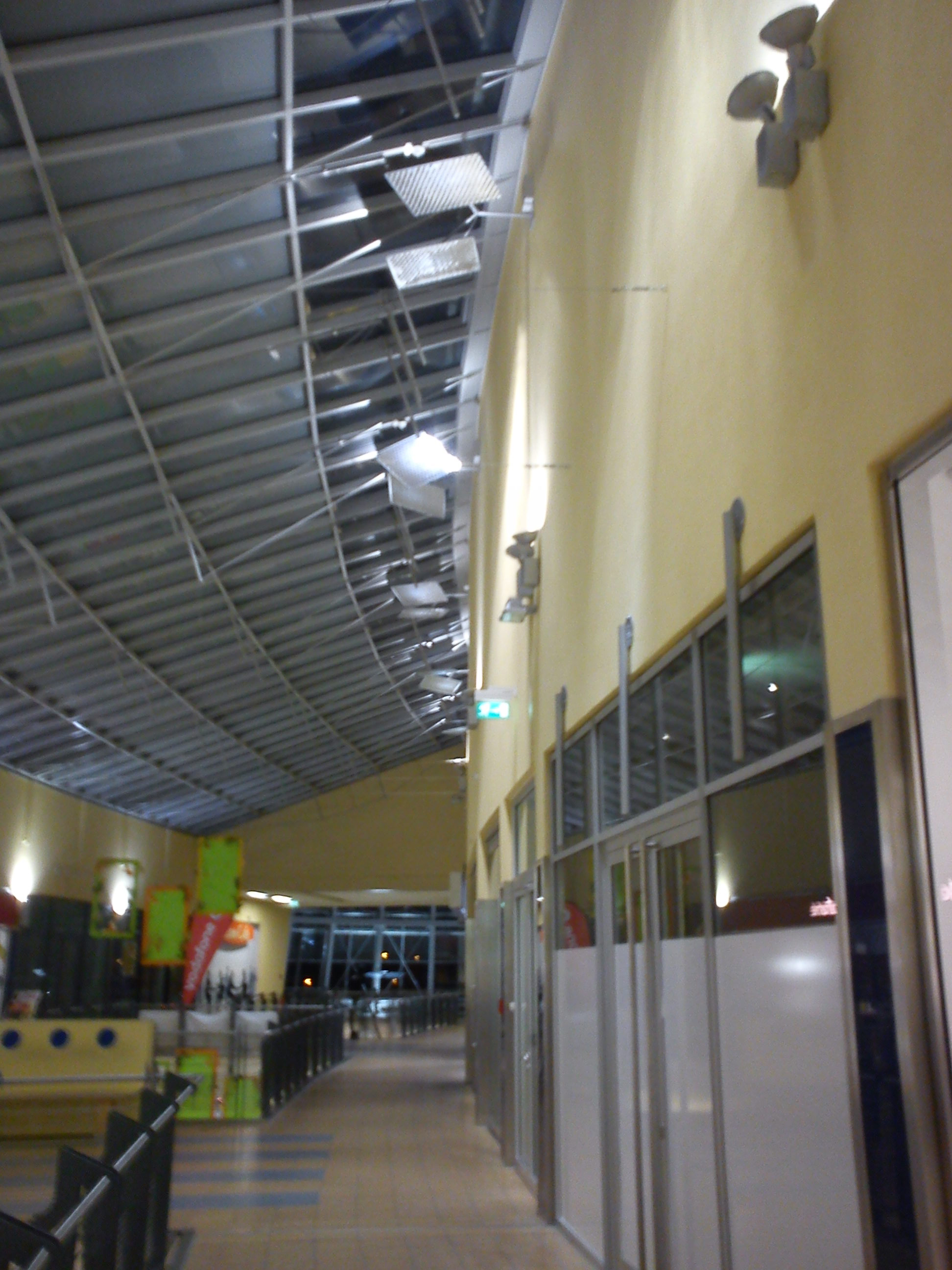
Haven Höövt in Vegesack, Ansicht von Innen

Das freigewordene Gelände am historischen Hafen sollte an der entstehenden Hafenpromenade mit Wohnungen, kulturellen und freizeitlichen Einrichtungen sowie einem Einkaufszentrum bebaut werden. Vorgesehen war auch ein Großkino, das jedoch nicht realisiert worden ist.
Die städtebaulichen Planungen wurden verschiedentlich kritisiert, vor allem da hierdurch das Zentrum von Vegesack um den Sedanplatz mit der anschließenden Gerhard-Rohlfs-Straße erheblich geschwächt und sich zum Hafen verlagern würde. Nach einigen Planänderungen wurde ein Bebauungsplan beschlossen und mit der Realisierung der Bebauung begonnen.
Die Schulschiff Deutschland – eine Dreimasterbark – wurde von ihrem Liegeplatz an der Weser in Bremen-Mitte um 1995 nach Vegesack verholt und saniert. Es lag bis 2021 als maritimes Denkmal und Museum an der Lesum vor dem Areal.
Das Einkaufs- und Erlebniscenter Haven Höövt als größtes Zentrum dieser Art in Bremen-Nord, geplant vom Bremer Architekten Christian Bockholt (Büro BPG) mit ca. 70 Fachgeschäften und gastronomischen Einrichtungen auf einer Mietfläche von etwa 37.000 Quadratmetern sowie einem Parkhaus mit rund 1200 Parkplätzen, wurde 2003 eröffnet. Etwa zur selben Zeit wurde der zentrale Busbahnhof von Vegesack zwischen dem Bahnhof Vegesack und dem Haven Höövt vollständig um- und ausgebaut. Im Jahre 2012 wurde das Einkaufscenter insolvent. Laut Bebauungsplan war die Fläche für den Einzelhandel auf 11.500 Quadratmeter beschränkt.
Über die Einfahrt des Vegesacker Hafens ist das Haven Höövt seit 2000 durch eine 42 Meter lange Fußgänger-Klappbrücke mit dem Bereich des unteren Vegesacks am Utkiek, dem Fähranleger und dem Stadtgarten Vegesack mit der Weserpromenade verbunden.

## Aktuelle Situation
Das Gebiet um den Hafen mit Havenhaus, Speichern, Packhäusern, Gaststätten, Brunnensäule und bronzenem Walkiefer ist heute ein zentraler Ort des Stadtteils Bremen-Vegesack. Es befinden sich dort
- das Verwaltungsgebäude der Lürssen-Werft,
- der alte Hafenspeicher mit dem Vegesacker Geschichtenhaus und einem Yacht-Zentrum,
- das Hafenmeisterhaus von 2007 neben dem Hafenspeicher,
- das Jugendcafé Hafen Höft der Arbeiterwohlfahrt (AWO).

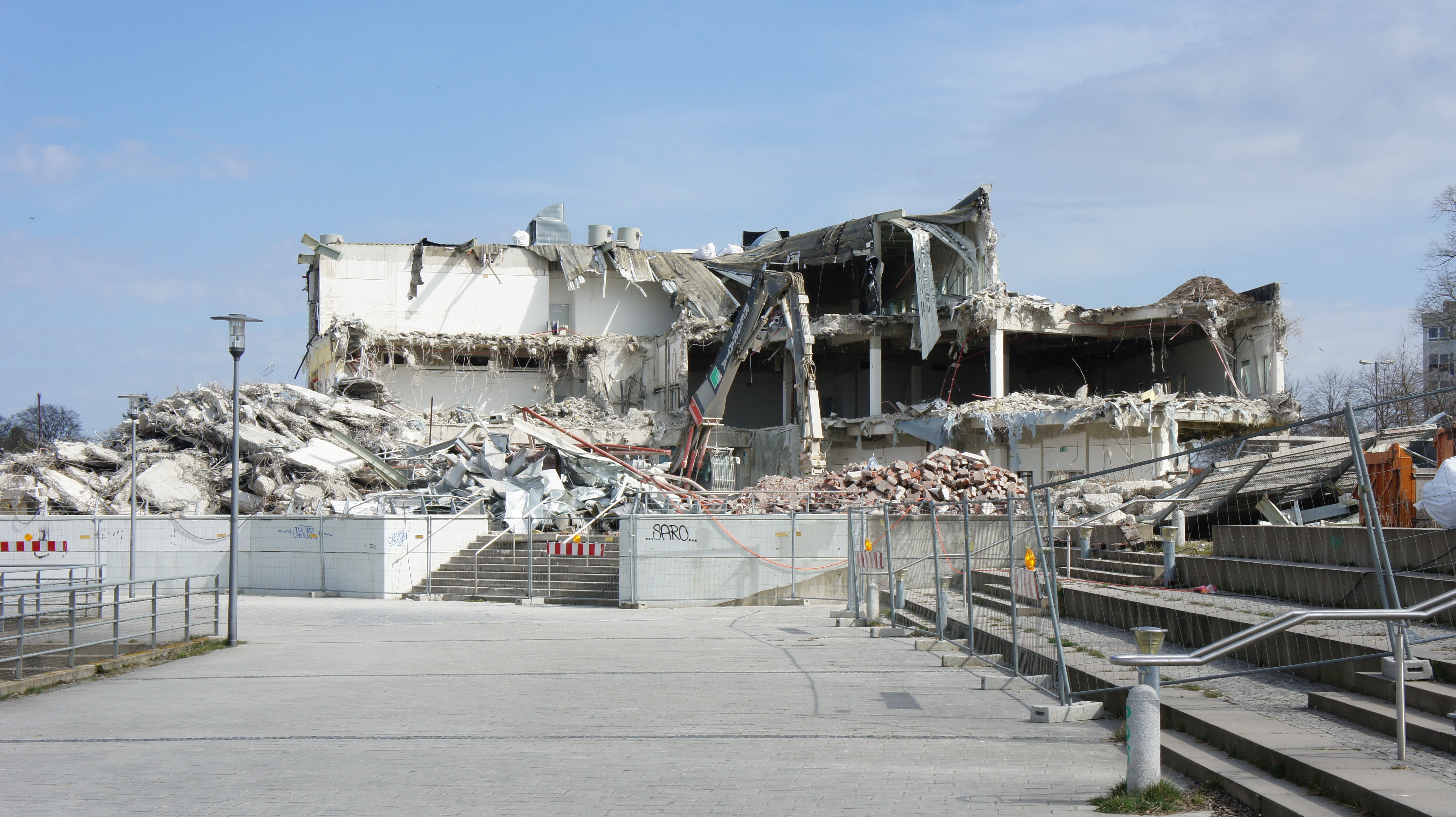
Abriss des Einkaufszentrum (April 2021)

Allerdings häuften sich die Leerstände im Einkaufszentrum, was zur Insolvenz führte. Es wurde daher abgerissen und soll durch eine Wohnbebauung mit Geschäften und Infrastruktureinrichtungen ersetzt werden, die sich am Stil der gegenüberliegenden Hafenseite orientiert. Dazu wurde 2018 ein Architekturwettbewerb durchgeführt.
Der zur Lesum gelegene Teil des Einkaufszentrums Haven Höövt wurde am 1. November 2019 als Kontor Zum Alten Speicher wiedereröffnet.
Der Abriss des zum Bahnhof Vegesack gelegenen Teils des Einkaufszentrums Haven Höövt wurde im November 2020 begonnen und im Mai 2021 abgeschlossen.